# Теорема Карно (термодинамика)
Теорема Карно — теорема о коэффициенте полезного действия (КПД) тепловых двигателей. Согласно этой теореме, КПД цикла Карно не зависит от природы рабочего тела и конструкции теплового двигателя и является функцией температур нагревателя и холодильника.

## История
В 1824 году Сади Карно опубликовал работу «Размышления о движущей силе огня и о машинах, способных развивать эту силу», в которой он сформулировал основные положения теории тепловых машин, описал замкнутый термодинамический цикл рабочего тела тепловой машины. В этой же работе он впервые изложил второе начало термодинамики. В своей работе Карно пришел к выводу: «Движущая сила тепла не зависит от агентов, взятых для её развития; её количество исключительно определяется температурами тел, между которыми, в конечном счете, производится перенос теплорода».
С. Карно рассуждал о движущей силе тепла по аналогии с силой падающей воды и описал предельное количество энергии, которую можно извлечь из разницы температур нагретых тел.

…можно с достаточным основанием сравнить движущую силу тепла с силой падающей воды: обе имеют максимум, который нельзя превзойти, какая бы ни была бы в одном случае машина для использования действия воды, и в другом — вещество, употребленное для развития силы тепла
Движущая сила падающей воды зависит от высоты падения и количества воды; движущая сила тепла также зависит от количества употребленного теплорода и зависит от того, что можно назвать и что мы на самом деле и будем называть высотой его падения, — то есть от разности температур тел, между которыми происходит обмен теплорода. При падении воды движущая сила строго пропорциональна разности уровней в верхнем и нижнем резервуаре. При падении теплорода движущая сила без сомнения возрастает с разностью температур между горячим и холодным телами…

## Формулировки
Некоторые современные авторы (К. В. Глаголев , А. Н. Морозов из МГТУ им. Н. Э. Баумана), а также ранее Д.В.Сивухин (МФТИ) говорят уже о двух теоремах Карно, цитата:
«Приведенные выше рассуждения позволяют перейти к формулировке первой и второй теорем Карно. Их можно сформулировать в виде двух следующих утверждений:
1. Коэффициент полезного действия любой обратимой тепловой машины, работающей по циклу Карно, не зависит от природы рабочего тела и устройства машины, а является функцией только температуры нагревателя и холодильника:
{\displaystyle \eta =1-F(T_{H},T_{X}).}
2. Коэффициент полезного действия любой тепловой машины, работающей по необратимому циклу, меньше коэффициента полезного действия машины с обратимым циклом Карно, при условии равенства температур их нагревателей и холодильников:
{\displaystyle \eta _{n}<\!\eta _{o}.}
Другие авторы (например, Б. М. Яворский и Ю. А. Селезнев) указывают на три аспекта одной теоремы Карно, цитата (см. стр. 151—152.):
3°. Термический к.п.д. обратимого цикла Карно не зависит от природы рабочего тела и определяется только температурами нагревателя {\displaystyle T_{H}} и холодильника {\displaystyle T_{X}}:
{\displaystyle \eta _{k}={\frac {T_{H}-T_{X}}{T_{H}}}=1-{\frac {T_{X}}{T_{H}}}.}
{\displaystyle \eta _{k}<1}, ибо практически невозможно осуществить условие {\displaystyle T_{H}\rightarrow \infty } и теоретически невозможно осуществить холодильник, у которого : {\displaystyle T_{X}=0}.
4°. Термический к.п.д. {\displaystyle \eta _{o}} произвольного обратимого цикла не может превышать термический к.п.д. обратимого цикла Карно, осуществленного между теми же температурами {\displaystyle T_{H}} и {\displaystyle T_{X}} нагревателя и холодильника:
{\displaystyle \eta _{o}<{\frac {T_{H}-T_{X}}{T_{H}}}.}
5°. Термический к.п.д. {\displaystyle \eta _{n}} произвольного необратимого цикла всегда меньше термического к.п.д. обратимого цикла Карно, проведенного между температурами {\displaystyle T_{H}} и {\displaystyle T_{X}}:
{\displaystyle \eta _{n}<{\frac {T_{H}-T_{X}}{T_{H}}}.}
Пункты 3° — 5° составляют содержание теоремы Карно.

## Доказательства теоремы Карно
Существует несколько различных доказательств этой теоремы.

### Рассуждение Сади Карно
…В различных положениях поршень испытывает давления более или менее значительные со стороны воздуха, находящегося в цилиндре; упругая сила воздуха меняется как от изменения объёма, так и от изменения температуры, но необходимо заметить, что при равных объёмах, то есть для подобных положений поршня, при разрежении температура будет более высокой, чем при сжатии. Поэтому в первом случае упругая сила воздуха будет больше, а отсюда движущая сила, произведенная движением от расширения, будет больше, чем сила, нужная для сжатия. Таким образом, получится излишек движущей силы, излишек, который можно на что-нибудь употребить. Воздух послужит нам тепловой машиной; мы употребили его даже наиболее выгодным образом, так как не происходило ни одного бесполезного восстановления равновесия теплорода.

### Современное доказательство для идеального газа
Одно из доказательств представлено в книге Д. тер Хаара и Г. Вергеланда «Элементарная термодинамика» (см. рис).
Процесс D-E:

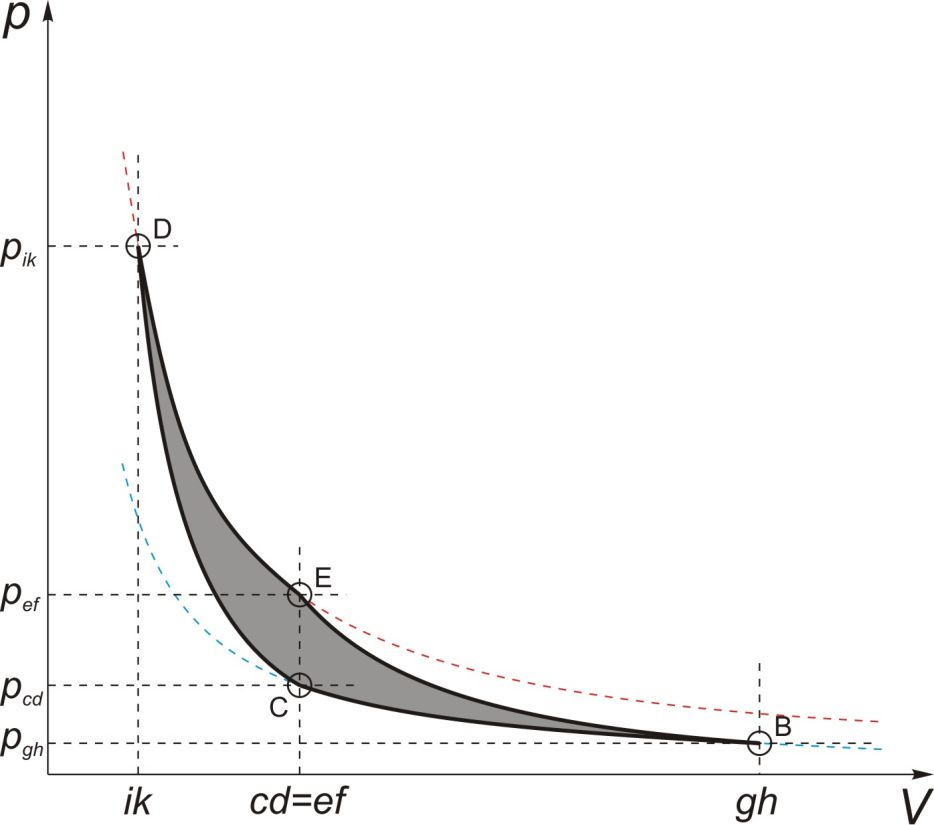
Один из возможных вариантов теоретического цикла Карно

Поскольку газ идеальный, {\displaystyle (dU/dV)_{T}=0} и внутренняя энергия остается постоянной. Все тепло, полученное от резервуара при температуре {\displaystyle T_{H}}, превращается во внешнюю работу:
{\displaystyle Q_{D-E}=\int \limits _{ik}^{cd}p{dV}=RT_{H}\ln {\frac {V_{cd}}{V_{ik}}}.\qquad } [1]
Процесс В-C:
Подобным же образом, работа, совершенная при изотермическом сжатии, превращается в тепло, которое передается холодному резервуару:
{\displaystyle Q_{B-C}=\int \limits _{gh}^{ef}p{dV}=RT_{X}\ln {\frac {V_{ef}}{V_{gh}}}.\qquad } [2]
Процессы E-B и C-D:
Поскольку газ идеальный и {\displaystyle U} зависит только от температуры {\displaystyle T}, из уравнения {\displaystyle Q=U_{2}-U_{1}+A} следует, что работа, совершаемая в одном из этих двух адиабатических процессов, полностью компенсирует работу, совершаемую в другом процессе. Действительно, пользуясь адиабатическим условием {\displaystyle C_{V}dT+pdV=0}, получаем:
{\displaystyle C_{V}(T_{H}-T_{X})=\int \limits _{cd}^{gh}pdV=-\int \limits _{ef}^{ik}pdV.}
Чтобы найти связь между {\displaystyle V_{ik}}, {\displaystyle V_{cd}}, {\displaystyle V_{gh}} и {\displaystyle V_{ef}}, заметим, что, согласно уравнению Пуассона {\displaystyle TV^{R/C_{V}}=const}, в адиабатических процессах:
(E → B):{\displaystyle T_{H}V_{cd}^{x-1}=T_{X}V_{gh}^{x-1},}
(C → D):{\displaystyle T_{X}V_{ef}^{x-1}=T_{H}V_{ik}^{x-1},}
и, следовательно,
{\displaystyle {\frac {V_{cd}}{V_{ik}}}={\frac {V_{gh}}{V_{ef}}}.}
Подставляя это соотношение в уравнения [1] и [2], получаем
{\displaystyle {\frac {Q_{B-C}}{Q_{D-E}}}={\frac {T_{H}}{T_{X}}}.}
В то же время мы приходим к результату… что КПД оптимального цикла равен
{\displaystyle \eta _{max}={\frac {T_{H}-T_{X}}{T_{H}}}.}